# Spazio duale
In matematica, lo spazio duale o spazio duale algebrico di uno spazio vettoriale è un particolare spazio vettoriale che ricorre in molte applicazioni della matematica e della fisica essendo a fondamento della nozione di tensore.

## Definizione
Sia {\displaystyle V} un {\displaystyle \mathbb {K} }-spazio vettoriale. Lo spazio duale di {\displaystyle V}, indicato con {\displaystyle V^{*}}, è formato da tutti i funzionali lineari
{\displaystyle f\colon V\to \mathbb {K} .}
La somma fra due funzionali lineari {\displaystyle f} e {\displaystyle g}, e il prodotto fra {\displaystyle f} e uno scalare {\displaystyle \alpha } sono definiti nel modo seguente: per ogni {\displaystyle {\textbf {v}}\in V} si ha
{\displaystyle (f+g)({\textbf {v}}):=f({\textbf {v}})+g({\textbf {v}});}
{\displaystyle (\alpha f)({\textbf {v}}):=\alpha f({\textbf {v}}).}
Con queste operazioni, l'insieme {\displaystyle V^{*}} assume effettivamente la struttura algebrica di spazio vettoriale. In simboli, si può scrivere:
{\displaystyle V^{*}={\rm {Hom}}(V,\mathbb {K} ),}
dove la notazione {\displaystyle {\rm {Hom}}(V,W)} indica, in generale, lo spazio vettoriale formato da tutte le applicazioni lineari fra due spazi vettoriali {\displaystyle V} e {\displaystyle W}.

## Base duale

### Dimensione finita
Se {\displaystyle V} ha dimensione finita {\displaystyle n}, allora {\displaystyle V^{*}} ha la stessa dimensione di {\displaystyle V}. Usando le matrici si dimostra infatti che
{\displaystyle \dim {\rm {Hom}}(V,W)=\dim V\cdot \dim W.}
In questo caso si ottiene:
{\displaystyle \dim V^{*}=\dim {\rm {Hom}}(V,\mathbb {K} )=n\cdot 1=n.}
Data una base di {\displaystyle V}, è possibile costruire una base duale di {\displaystyle V^{*}} nel modo seguente. Se
{\displaystyle B=\{{\textbf {v}}_{1},\dots ,{\textbf {v}}_{n}\}}
è una base per {\displaystyle V}, la base duale
{\displaystyle B^{*}=\{{\textbf {v}}_{1}^{*},\dots ,{\textbf {v}}_{n}^{*}\}}
è definita dalle relazioni:
{\displaystyle {\textbf {v}}_{i}^{*}({\textbf {v}}_{j})={\begin{cases}1,&{\text{se }}i=j,\\0,&{\mbox{se }}i\neq j.\end{cases}}}
In altre parole, il funzionale {\displaystyle v_{i}^{*}} è definito come l'unico funzionale che manda {\displaystyle {\textbf {v}}_{i}} in 1 e tutti gli altri elementi {\displaystyle {\textbf {v}}_{j}} della base in zero. 
Quindi l'applicazione:
{\displaystyle {\begin{matrix}\phi _{B}\colon V\longrightarrow V^{*}\\\qquad \qquad {\textbf {v}}_{i}\longmapsto \phi _{B}({\textbf {v}}_{i})={\textbf {v}}_{i}^{*}\end{matrix}}\qquad \forall i\in \{1,\dots ,n\}}
è un isomorfismo che però dipende dalla scelta della base, quindi non canonico.
Più concretamente, se {\displaystyle \mathbb {R} ^{n}} è lo spazio dei vettori colonna con {\displaystyle n} componenti, lo spazio duale {\displaystyle (\mathbb {R} ^{n})^{*}} è lo spazio dei vettori riga con {\displaystyle n} componenti: ciascun vettore riga {\displaystyle {\textbf {v}}} può essere infatti interpretato come un funzionale che manda il vettore colonna {\displaystyle {\textbf {w}}} nello scalare {\displaystyle {\textbf {v}}\cdot {\textbf {w}}} ottenuto moltiplicando {\displaystyle {\textbf {v}}} e {\displaystyle {\textbf {w}}} tramite la usuale moltiplicazione fra matrici. In questo caso, se {\displaystyle \{{\textbf {e}}_{1},\dots ,{\textbf {e}}_{n}\}} è la base canonica di {\displaystyle \mathbb {R} ^{n}}, allora {\displaystyle {\textbf {e}}_{i}^{*}} è semplicemente la trasposta di {\displaystyle {\textbf {e}}_{i}}.

### Dimensione infinita
Se {\displaystyle V} ha dimensione infinita, la costruzione di {\displaystyle {\textbf {e}}^{i}} descritta sopra produce dei vettori indipendenti in {\displaystyle V^{*}}, ma non una base: questi vettori non sono sufficienti per generare tutti i funzionali lineari. Infatti {\displaystyle V^{*}} ha dimensione maggiore di {\displaystyle V}, nel senso che è infinita con cardinalità maggiore. 
Ad esempio, lo spazio {\displaystyle \mathbb {R} ^{\infty }} delle successioni di numeri reali  che hanno solo un numero finito di elementi non nulli ha dimensione numerabile. Lo spazio duale può essere identificato con lo spazio {\displaystyle \mathbb {R} ^{\omega }} di tutte le successioni di numeri reali, e ha dimensione più che numerabile (ha la stessa cardinalità di {\displaystyle \mathbb {R} }). L'identificazione avviene nel modo seguente: una sequenza ({\displaystyle a_{n}}) di {\displaystyle \mathbb {R} ^{\omega }} è il funzionale che manda l'elemento ({\displaystyle x_{n}}) di {\displaystyle \mathbb {R} ^{\infty }} nello scalare {\displaystyle \sum _{n}a_{n}x_{n}}.

## Spazio biduale
Sia {\displaystyle V} un {\displaystyle \mathbb {K} }-spazio vettoriale. Allora {\displaystyle V^{**}} è definito in questo modo:
{\displaystyle V^{**}:=(V^{*})^{*}=\operatorname {Hom} (V^{*},\mathbb {K} )}
e viene detto spazio biduale di {\displaystyle V.}
Quindi lo spazio biduale {\displaystyle V^{**}} di uno spazio vettoriale {\displaystyle V} è ottenuto prendendo il duale dello spazio {\displaystyle V^{*}}.
Se {\displaystyle {\displaystyle V^{**}}} ha dimensione finita, questo ha sempre la stessa dimensione di {\displaystyle V^{*}}.
{\displaystyle {\begin{aligned}\phi _{B^{*}}\colon V^{*}&\to V^{**},\\{\textbf {v}}_{i}^{*}&\mapsto \phi _{B^{*}}({\textbf {v}}_{i}^{*})={\textbf {v}}_{i}^{**},\end{aligned}}\qquad \forall i\in \{1,\dots ,n\},}
è un isomorfismo (non canonico) da {\displaystyle V^{*}} in {\displaystyle V^{**}}.
A differenza di {\displaystyle V^{*}}, se {\displaystyle V} ha dimensione finita lo spazio {\displaystyle V^{**}} è canonicamente isomorfo a {\displaystyle V}, tramite un isomorfismo canonico {\displaystyle \Psi :V\to V^{**}} che non dipende da nessuna scelta della base, definito come segue:
{\displaystyle (\Psi ({\textbf {v}}))(\phi )=\phi ({\textbf {v}}),}
dove {\displaystyle {\textbf {v}}\in V} e {\displaystyle \phi \in V^{*}}. 
Inoltre per ogni {\displaystyle B} base {\displaystyle \Psi =\phi _{B^{*}}\circ \phi _{B}}.
Se {\displaystyle V} ha dimensione infinita, la mappa {\displaystyle \Psi } è solamente iniettiva.

## Annullatore
Sia {\displaystyle V} un {\displaystyle \mathbb {K} }-spazio vettoriale, sia {\displaystyle \Psi \colon V\to V^{**}} l'isomorfismo canonico da {\displaystyle V} in {\displaystyle V^{**}} e sia {\displaystyle v} un elemento di {\displaystyle V}. Allora:
{\displaystyle \operatorname {Ann} (v)=\operatorname {Ker} (\Psi (v))=\{f\in V^{*}|f(v)=0\}}
e viene detto annullatore di {\displaystyle v} in {\displaystyle V}.
Se si estende questa definizione a un qualsiasi sottoinsieme {\displaystyle S} di {\displaystyle V} si ottiene:
{\displaystyle \mathrm {Ann} (S)=\bigcap _{s\in S}\mathrm {Ann} (s)=\bigcap _{s\in S}\operatorname {Ker} (\Psi (s))=\{f\in V^{*}|f[S]=\{0\}\}=\{f\in V^{*}|f_{|S}=0\}.}

### Proprietà
- Per ogni {\displaystyle S\subseteq V,} si ha che {\displaystyle \mathrm {Ann} (S)} è un sottospazio vettoriale di {\displaystyle V^{*}.}
- Se {\displaystyle S\subseteq T,} allora {\displaystyle \mathrm {Ann} (T)\subseteq \mathrm {Ann} (S).}
- {\displaystyle \mathrm {Ann} (S)=\mathrm {Ann} (\mathrm {Span} (S)).}
- Se {\displaystyle U} è un sottospazio vettoriale di {\displaystyle V} e {\displaystyle \dim U=k,} allora {\displaystyle \dim \mathrm {Ann} (U)=n-k.}
- Se {\displaystyle f\in V^{*},} allora {\displaystyle \mathrm {Ann} (f)=\Psi (\operatorname {Ker} f).}
- Se {\displaystyle U} è un sottospazio vettoriale di {\displaystyle V,} allora {\displaystyle \mathrm {Ann} (\mathrm {Ann} (U))=\Psi (U).}

## Trasposta di un'applicazione lineare
Se {\displaystyle f\colon V\to W} è un'applicazione lineare fra spazi vettoriali, si definisce la sua trasposta {\displaystyle f^{T}\colon W^{*}\to V^{*}} nel modo seguente:
{\displaystyle (f^{T})(\phi )=\phi \circ f,}
dove {\displaystyle \phi } è un funzionale in {\displaystyle W^{*}}.
In altre parole, si associa un funzionale su {\displaystyle V} ad uno su {\displaystyle W} tramite composizione con {\displaystyle f}. La funzione {\displaystyle f^{T}\colon W^{*}\to V^{*}} è lineare e {\displaystyle (f^{T})^{T}=f} a meno dell'identificazione {\displaystyle \Psi _{1}\colon V\to V^{**}} e {\displaystyle \Psi _{2}\colon W\to W^{**}}, ossia:
{\displaystyle f=\Psi _{2}^{-1}\circ (f^{T})^{T}\circ \Psi _{1}.}
Inoltre {\displaystyle \operatorname {Ker} f^{T}=\mathrm {Ann} (\operatorname {Im} f)} e {\displaystyle \operatorname {Im} f^{T}=\operatorname {Ann} (\operatorname {Ker} f)} e se {\displaystyle A} è la matrice associata a {\displaystyle f} rispetto a due basi di {\displaystyle V} e {\displaystyle W}, allora la trasposta {\displaystyle A^{T}} è la matrice associata a {\displaystyle f^{T}} rispetto alle basi duali di {\displaystyle W^{*}} e {\displaystyle V^{*}}.
Nel linguaggio della teoria delle categorie, l'operazione che trasforma gli spazi vettoriali e i loro morfismi negli spazi vettoriali duali con i morfismi trasposti è un funtore controvariante dalla categoria degli spazi vettoriali su {\displaystyle \mathbb {K} } in sé.

## Forma bilineare e spazio biduale
Per quanto detto sopra, se {\displaystyle V} ha dimensione finita gli spazi {\displaystyle V} e {\displaystyle V^{*}} sono isomorfi: l'isomorfismo tra i due spazi non è però canonico, nel senso che per definirlo è necessario fare una scelta, quella di una base per {\displaystyle V}. Scelte diverse danno isomorfismi diversi: ogni isomorfismo {\displaystyle \Phi } da {\displaystyle V} in {\displaystyle V^{*}} definisce una forma bilineare non degenere su {\displaystyle V} nel modo seguente:
{\displaystyle \langle {\textbf {v}},{\textbf {w}}\rangle =(\Phi ({\textbf {v}}))({\textbf {w}})}
e analogamente ogni forma bilineare non degenere definisce un isomorfismo tra {\displaystyle V} e {\displaystyle V^{*}}.

## Spazio duale topologico
Se {\displaystyle V} è uno spazio vettoriale topologico, ed è quindi dotato di una topologia appropriata (ad esempio se è uno spazio di Hilbert o di Banach), si può generalizzare la precedente nozione introducendo lo spazio duale topologico, anche detto spazio duale continuo di {\displaystyle V}. Lo spazio duale topologico è molto utilizzato nell'analisi matematica, principalmente perché su di esso si possono definire interessanti strutture topologiche. 

### Definizione
Lo spazio duale topologico {\displaystyle V'} dello spazio vettoriale topologico {\displaystyle V} è definito come lo spazio dei funzionali lineari e continui su {\displaystyle V}. Se {\displaystyle V} ha dimensione finita, gli spazi duali algebrico {\displaystyle V^{*}} e topologico {\displaystyle V'} coincidono, perché tutti i funzionali lineari sono continui. Questo non è vero in generale se {\displaystyle V} ha dimensione infinita. La definizione data si riduce a quella di spazio duale algebrico anche nel caso in cui si considera lo spazio vettoriale {\displaystyle V} equipaggiato con la topologia discreta, nella quale tutti i funzionali sono continui. Il duale continuo {\displaystyle V'} di uno spazio normato (ad esempio uno spazio di Banach o di Hilbert) è uno spazio normato completo, ovvero spazio di Banach, e la norma {\displaystyle \|\phi \|} di un funzionale lineare continuo {\displaystyle \phi } su {\displaystyle V} è definita come:
{\displaystyle \|\phi \|=\sup\{|\phi (x)|:\|x\|\leq 1\}.}
La continuità di {\displaystyle \phi } garantisce che {\displaystyle \|\phi \|} sia un numero finito. {\displaystyle V'} è sempre uno spazio di Banach, anche se {\displaystyle V} non lo è. Analogamente, un prodotto scalare su {\displaystyle V} ne induce uno su {\displaystyle V'} in modo tale che se il primo è di Hilbert lo sia anche il suo duale.
In uno spazio vettoriale topologico generico, tuttavia, per definire la nozione di limitatezza è necessario ricorrere, invece che a nozioni come la distanza o l'usuale norma, agli intorni dell'origine: dato uno spazio vettoriale topologico {\displaystyle (X,\tau )} su un campo {\displaystyle F}, un insieme {\displaystyle E\subset X} è detto limitato nella topologia {\displaystyle \tau } se e solo se per ogni intorno {\displaystyle D} dell'origine esiste un numero reale positivo {\displaystyle \alpha } (dipendente da {\displaystyle D}) tale che {\displaystyle E\subset \alpha D}, ovvero {\displaystyle E} deve essere contenuto in un opportuno multiplo di ogni intorno dell'origine. In altri termini, un insieme è limitato se è un insieme assorbente per ogni intorno del vettore zero.
La caratterizzazione con una topologia dello spazio duale continuo {\displaystyle V'} di uno spazio vettoriale topologico {\displaystyle V}, dunque, avviene grazie a una classe {\displaystyle {\mathcal {A}}} di sottoinsiemi limitati di {\displaystyle V} in modo che la topologia è generata da una famiglia di seminorme della forma:
{\displaystyle \|\varphi \|_{A}=\sup _{x\in A}|\varphi (x)|,}
dove {\displaystyle \varphi } è un funzionale lineare continuo definito su {\displaystyle V}, e {\displaystyle A} spazia nella classe {\displaystyle {\mathcal {A}}}. A questa topologia è associata la convergenza uniforme di funzionali definiti sugli insiemi di {\displaystyle {\mathcal {A}}}:
{\displaystyle \|\varphi _{i}-\varphi \|_{A}=\sup _{x\in A}|\varphi _{i}(x)-\varphi (x)|{\underset {i\to \infty }{\longrightarrow }}0,\qquad \forall A\in {\mathcal {A}}.}
Solitamente si suppone che la classe {\displaystyle {\mathcal {A}}} soddisfi le seguenti condizioni:
- Ogni punto {\displaystyle x} di {\displaystyle V} appartiene a qualche insieme {\displaystyle A\in {\mathcal {A}}}.
- Ogni coppia di insiemi {\displaystyle A\in {\mathcal {A}}} e {\displaystyle B\in {\mathcal {A}}} è contenuta in qualche insieme {\displaystyle C\in {\mathcal {A}}}.
- La classe {\displaystyle {\mathcal {A}}} è chiusa rispetto all'operazione di moltiplicazione per scalare.

Se queste condizioni sono soddisfatte allora la corrispondente topologia su {\displaystyle V'} è di Hausdorff, e gli insiemi:
{\displaystyle U_{A}=\{x\in V:||\varphi ||_{A}<1\},\qquad A\in {\mathcal {A}}}
costituiscono una sua base locale.

### Esempi
Sia {\displaystyle p} un numero reale maggiore di 1. Lo spazio lp è l'insieme di tutte le successioni {\displaystyle \mathbf {a} =(a_{n})} tali che
{\displaystyle \|\mathbf {a} \|_{p}=\left(\sum _{n=0}^{\infty }|a_{n}|^{p}\right)^{1/p}}
è finito. Sia {\displaystyle p^{*}} il numero per cui vale  {\displaystyle 1/p+1/p^{*}=1}. Allora il duale continuo di {\displaystyle l^{p}} è identificato in modo naturale con {\displaystyle l^{p^{*}}} nel modo seguente: dato un funzionale continuo {\displaystyle \phi } su {\displaystyle l^{p}}, l'elemento corrispondente in {\displaystyle l^{p}} è la successione {\displaystyle (\phi (\mathbf {e} _{n}))}, dove {\displaystyle \mathbf {e} _{n}} è la successione il cui {\displaystyle n}-esimo termine è 1 e tutti gli altri sono nulli. D'altra parte, dato un elemento {\displaystyle \mathbf {a} =(a_{n})\in l^{p^{*}}}, il funzionale lineare continuo corrispondente {\displaystyle \phi } su {\displaystyle l^{p}} è definito come:
{\displaystyle \phi (\mathbf {a} )=\sum _{n}a_{n}b_{n},}
per ogni {\displaystyle \mathbf {a} =(a_{n})\in l^{p}}. L'identificazione fa uso della disuguaglianza di Hölder.
Si nota che {\displaystyle p^{**}=p}: anche in questo contesto lo spazio è isomorfo in modo naturale con il suo biduale. Questo non è però sempre vero in generale: il duale continuo di {\displaystyle l^{1}} è identificato in modo naturale con lo spazio {\displaystyle l^{\infty }} delle successioni limitate, ma il duale continuo di {\displaystyle l^{\infty }} è uno spazio "più grande" di {\displaystyle l^{1}}.

### Biduali e spazi riflessivi
Il biduale topologico {\displaystyle V^{**}} è definito quindi come il duale topologico di {\displaystyle V^{*}}. Analogamente a quanto visto sopra, esiste una mappa canonica iniettiva, detta mappa di James:
{\displaystyle \Psi \colon V\to V^{**}.}
A differenza di quanto visto sopra, questa mappa può essere suriettiva anche se {\displaystyle V} ha dimensione infinita: in questo caso lo spazio {\displaystyle V} si dice riflessivo. In particolare, uno spazio localmente convesso è riflessivo se coincide con il duale continuo del suo duale continuo sia come spazio topologico che come spazio vettoriale.
Ogni spazio di Hilbert è riflessivo. Anche gli spazi di Banach Lp per {\displaystyle p>1} sono riflessivi, ma {\displaystyle L^{1}} e {\displaystyle L^{\infty }} non lo sono.

### Spazio preduale
Se la chiusura di uno spazio {\displaystyle D} è lo spazio duale di un altro spazio, allora {\displaystyle D} è detto spazio preduale o semplicemente preduale.